# 後撤步
後撤步（英語：Step Back），是籃球員常用的一個得分技巧。球員運球去一個方向，但是急速把球收回手中，接著往後撤一步或往左往右撤一步。再進行投球。這不僅能迷惑對手往後放守又可令防守方無法對進攻方進行防守，因為後撤一步或向左右撤一步會拉大攻守方之間的距離。通常會搭配ankle-break此招數，先晃到對手，再撤一步
。後撤步不止是後撤在3分線外，很多擅長突破的球員也運用在2分區內。NBA常見使用此技巧的球員有詹姆斯·哈登，盧卡·唐西奇和斯蒂芬·柯瑞等。

## 雙重後撤步
當球收回手中時，不管走多少步都不算走步。因此NBA球員利用這一點規則，對後撤步加強成雙重後撤步。那就是先晃到對手，再把球收回手中，但是在收的過程中快速向後撤一步，然後再撤多一步。以到達3分線外，再進行投球。

## 外部連結
- YouTube上的HARDEN'S Double STEP BACK. TRAVEL TRAVEL TRAVEL
- YouTube上的James Harden Step Back